# Келлон Бептіст
Келлон Бептіст (англ. Kellon Baptiste, 7 вересня 1973 — 12 квітня 2012, Сент-Джорджес) — гренадський футболіст, який грав на позиції воротаря. Відомий за виступами у складі національної збірної Гренади, відзначився забитим м'ячем у відбірковому турнірі Золотого кубка КОНКАКАФ.

## Клубна кар'єра
Келлон Бептіст до 2004 року захищав ворота гренадської команди «ГБСС Демерара Мутюел». У 2004 році він став гравцем нижчолігової команди з США «Сен-Луїс Стімерс», наступного року повернувся до Гренади, де знову грав у клубі «ГБСС Демерара Мутюел», у якому він і закінчив виступи на футбольних полях.

## Виступи за збірну
У 1996 році Келлон Бептіст дебютував у складі національної збірної Гренади. У складі збірної брав участь у кваліфікаційних турнірах чемпіонату світу з футболу та Золотого кубка КОНКАКАФ. У складі збірної грав до 2004 року, провів у складі збірної 17 матчів, у яких відзначився 1 забитим м'ячем у матчі зі збірною Сінт-Мартену.
Помер Келлон Бептіст 12 квітня 2012 року від раку.